# Raster Nautical Chart
Die Raster Nautical Cart ist eine elektronische Seekarte in Form einer Rasterkarte. Sie wird von amtlichen Papierkarten gescannt und entspricht den internationalen Vorschriften der IHO.

## Verwendung
Rasterkarten können mit einem Computerprogramm am Bildschirm dargestellt werden. Anders als in Vektorkarten können keine Daten gespeichert oder abgefragt werden. Wenn Daten von einem GPS-System hinzugefügt werden, kann zusätzlich die Schiffsposition in der Karte angezeigt werden.
Aufgrund ihrer Pixelstruktur liefern Rasterkarten nur flächenhafte Informationen. Detailinformationen an den einzelnen Objekten fehlen gänzlich, Leuchtfeuerkennungen sind beispielsweise nicht lesbar. Amtliche RNCs sind nach dem IHO-Standard S-61 hergestellt und georeferenziert, das heißt für jeden Punkt in der Karte kann die genaue Position abgelesen werden. RNCs bieten die gleiche Funktionalität wie Papierseekarten und eignen sich für Positionsbestimmungen und Routenplanungen, aber sie sind nur bedingt für die Navigation geeignet.

## Britische Rasterkarten
Der britische Hydrographische Dienst (UKHO – United Kingdom Hydrographic Office) gibt amtliche Rasterdaten heraus, die für ECDIS zugelassen sind. Die im ARCS-Format (Admiralty Raster Chart System) vertriebenen Daten sind weltweit verfügbar und werden wöchentlich nach den Nachrichten für Seefahrer berichtigt.

## Weblink
- International Hydrographic Organization